# مگامتر
مگامتر (به انگلیسی megametre یا megameter) با نماد Mm، واحد طول در سامانهٔ استاندارد بین‌المللی یکاها است. مگامتر از واژهٔ یونانی megas به معنی بزرگ و metro به معنی شمارش یا اندازه‌گیری گرفته شده‌است. این یکا خیلی مورد استفاده قرار نمی‌گیرد؛ برای مثال عبارت «۵۰۰۰ کیلومتر» پرکاربردتر از «۵ مگامتر» است. این نماد گاهی در نوشتارهای علمی تخیلی مورد استفاده قرار گرفته‌است.

## تبدیل یکا
یک مگامتر برابر است با:
۱٬۰۰۰٬۰۰۰ متر
۱٬۰۰۰ کیلومتر
تقریبا ۶۲۱٫۳۷ مایل

## مثال
- محیط کره زمین بر روی محور دو قطب برابر با ۳۹٫۹۴ مگامتر است. (بین سالهای ۱۷۹۱ تا ۱۸۷۵ این فاصله دقیقا برابر با ۴۰ مگامتر بود.)
- فاصله میان آمستردام تا مارسی تقریبا ۱ مگامتر است.
- قطر کره زمین بر روی مدار استوا ۱۲٫۷۶ مگامتر است.
- متوسط فاصلهٔ میان زمین تا ماه ۳۸۴٫۴ مگامتر است.
- قطر مشتری در نیمگان (عرض جغرافیایی صفر) برابر با ۱۴۳ مگامتر است.
- مساحت شهر کبک کانادا ۱۵۴۲ مگامتر مربع است.